# Стотт, Кэтрин
Кэ́трин Стотт (англ. Kathryn Stott; род. 10 декабря 1958, Нельсон, Ланкашир) — британская пианистка.

## Биография
Дочь преподавательницы фортепиано, начала учиться музыке в пять лет. Окончила Школу Иегуди Менухина, где среди её преподавателей были Надя Буланже и Владо Перлмутер, а затем Королевский колледж музыки (класс Кендалла Тейлора). В 1978 завоевала 5-е место на Международном конкурсе пианистов в Лидсе, в том же году дебютировала в лондонской Purcell Room.
Живёт в Уэст-Йоркшире.
Преподавала в Королевском Северном колледже музыки, в настоящее время преподает в Четемской школе музыки, в Королевской академии музыки в Лондоне.

## Творчество
В 1980—1990-е годы много гастролировала в Великобритании, США, Германии, Франции, Австрии, Италии, Испании, Японии, Швейцарии.
Чаще всего исполняет произведения английских (Бриттен, У. Уолтон, Тёрнидж и др.) и французских (Форе, Шабрие, Дебюсси, Равель, Сати, Кеклен, Онеггер) композиторов конца XIX — XX в. Была первой исполнительницей ряда сочинений П. М. Дейвиса, М. Наймана, Грэма Фиткина.
Выступает и записывается с Йо-Йо Ма (с 1978), Норико Огава, Натали Клайн, Т. Мёрком, Я. Янсен, В. Соколовым.

## Награды и признание
- премия Грэмми (1999, 2004)
- Кавалерственная дама французского ордена Искусств и литературы
- Почётный член Королевской академии музыки.